# Catantops janus
Catantops janus är en insektsart som beskrevs av Rehn, J.A.G. 1914. Catantops janus ingår i släktet Catantops och familjen gräshoppor. Inga underarter finns listade i Catalogue of Life.